# Kýria
Kýria är en ort i Grekland.   Den ligger i prefekturen Nomós Drámas och regionen Östra Makedonien och Thrakien, i den nordöstra delen av landet, 300 km norr om huvudstaden Aten. Kýria ligger 152 meter över havet och antalet invånare är 1 611.
Terrängen runt Kýria är kuperad åt nordost, men åt sydväst är den platt. Runt Kýria är det ganska glesbefolkat, med 48 invånare per kvadratkilometer. Närmaste större samhälle är Dráma, 13,3 km nordväst om Kýria. I omgivningarna runt Kýria växer i huvudsak blandskog.